# Salvo Vaccaro
Salvo Vaccaro, all'anagrafe Salvatore (Palermo, 28 aprile 1959), è un filosofo italiano.

## Biografia
Laureato nel 1983 all'Università degli Studi di Palermo, dal 1992 ha iniziato l'attività di docenza presso lo stesso ateneo prima come professore a contratto, poi come ricercatore e dal 2006 come professore associato.

Attualmente è titolare del corso di Filosofia politica e supplente di Scienza politica nella Facoltà di Scienze della formazione dell'ateneo palermitano.
Dal 2009 è pro-rettore dell'Università di Palermo per la “politiche di solidarietà sociale e di cooperazione per lo sviluppo”; inoltre è condirettore della collana “Eterotopie” dell'editore Mimesis di Milano, membro fondatore della “Società Italiana di Filosofia Politica” e del ”Centro interdisciplinare in Biopolitica, Bioeconomia e Processi di Soggettivazione” (BBPS) dell'Università degli Studi di Salerno; dal 2001 al 2004 è stato vicepresidente dell'ONG palermitana CISS (Cooperazione Internazionale Sud-Sud).
I suoi ambiti di ricerca si orientano sulla teoria critica (soprattutto Adorno e Benjamin della Scuola di Francoforte) e sulla decostruzione post-strutturalista francese (principalmente Foucault e Deleuze) dai quali ricava strumenti di analisi da mettere alla prova nel campo della globalizzazione, della governance e dei diritti umani.

## Opere
- Decostruzione di una realtà macchinica, in Il camaleonte e l'iscrizione, Palermo, Ila Palma, 1982.
- Il capitalismo regolato statualmente, curatela con Franco Riccio e Aldo Caruso, Milano, Franco Angeli, 1984.
- Oltre la pace. Saggi di critica al complesso politico militare, curatela con Fabio Magno, Milano, Franco Angeli, 1987.
- Adorno e Foucault: congiunzione disgiuntiva, curatela con Franco Riccio, Palermo, ILA Palma, 1990.
- Il Pensiero anarchico, con Filippo Pani, Verona, Edizioni Demetra, 1997. OCLC 636210827.
- Il secolo deleuziano, (a cura di), Milano, Mimesis Edizioni, 1997. ISBN 88-87231-02-8.
- Il pianeta unico, (a cura di), Milano, Elèuthera, 1999. ISBN 88-85060-34-X.
- Anarchismo e modernità, Pisa, BFS edizioni, 2000. ISBN 88-8638-994-9.
- CruciVerba. Lessico per i libertari del XXI secolo, Milano, Zero in condotta, 2001.
- Globalizzazione e diritti umani, Milano, Mimesis Edizioni, 2004. ISBN 88-8483-202-0.
- Biopolitica e disciplina, Milano, Mimesis Edizioni, 2005. ISBN 978-88-8483-385-3.
- Lo sguardo di Foucault, curatela con Michele Cometa, Roma, Meltemi Editore, 2007. ISBN 978-88-8353-5727.
- Governance e democrazia, curatela con Antonio Palumbo, Milano, Mimesis Edizioni, 2009. ISBN 978-88-8483-906-0.